# Erendira luteomaculata
Erendira luteomaculata is een spinnensoort uit de familie van de loopspinnen (Corinnidae).
De wetenschappelijke naam van de soort werd in 1925 als Corinna luteomaculata gepubliceerd door Alexander Petrunkevitch.